# Leck mir den Arsch fein recht schön sauber
Leck mir den Arsch fein recht schön sauber KV 233 (382d) ist ein dreistimmiger Kanon, der lange Zeit Wolfgang Amadeus Mozart zugeschrieben wurde. Das Werk wurde zusammen mit anderen Kanons von Mozart nach seinem Tod von seiner Witwe Constanze an seinen Verlag geschickt und daher Mozarts Werken zugerechnet. Der Kanon wurde erstmals im Jahr 1800 vom Leipziger Verlag Breitkopf & Härtel unter Mozarts Namen veröffentlicht. Wie der Musikwissenschaftler Wolfgang Plath 1988 nachweisen konnte, stammt die Komposition in Wirklichkeit von Wenzel Trnka von Krzowitz (1739–1791) und trug ursprünglich den Titel Tu sei gelosa, è vero. Die skatologische Textunterlegung stammt vermutlich von Mozart. Tatsächlich von Mozart stammen die verwandten Kanons Leck mich im Arsch KV 231 (382c), dessen originaler Text ebenfalls 1991 wiederentdeckt wurde, sowie Bona nox! bist a rechta Ox KV 561, dessen Text vermutlich auch Mozart selbst schrieb.

## Text
Der mutmaßlich originale Text Mozarts, der 1991 wiederentdeckt worden ist, lautet:
Leck mire den A… recht schon,

fein sauber lecke ihn,

fein sauber lecke, leck mire den A…

Das ist ein fettigs Begehren,

nur gut mit Butter geschmiert,

den das Lecken der Braten mein tagliches Thun.

Drei lecken mehr als Zweie,

nur her, machet die Prob’

und leckt, leckt, leckt.

Jeder leckt sein A… fur sich.
Hiervon war früher nur der Textanfang bekannt, in der Lesart Leck mir den Arsch fein recht schön sauber. In den ersten Druckausgaben der Mozartwerke von Breitkopf & Härtel wurde der ursprüngliche Text durch einen unverfänglichen ersetzt:
Nichts labt mich mehr als Wein

er schleicht so sacht hinein

er schleicht so sacht, er schleicht sacht hinein!

Er netzt, wenn alles gleich lechzet, die trockenen Kehlen allein;

läßt wenn Murrkopf auch ächzet, stets fröhlich mich sein.

Drum schwingt mit mir die Gläser! Stoßt an!

Laßt alle Sorgen sein! Stoßt an!

Wir ersäufen sie im Wein!